# Доктор Плюшева
«Доктор Плюшева» (англ. Doc McStuffins) — детский мультсериал, созданный студией Brown Bag Films. Премьера состоялась 23 марта 2012 года на телеканалах Disney Channel и Disney Junior.

## Сюжет
Однажды шестилетняя девочка Дотти захотела стать врачом, как и её мама. Когда она надевает свой стетоскоп, куклы и мягкие игрушки оживают и она начинает с ними общаться. С небольшой помощью своих друзей — Стаффи, Лэмми, Чилли и Хэлли — Док помогает игрушкам «чувствовать себя лучше».
Каждый эпизод включает в себя оригинальный саундтрек. На протяжении заключительных титров Док даёт зрителям советы о том, как оставаться здоровым.
Этот мультсериал дает полезную информацию о здоровье и о том, как его сохранить с детских лет.

## Персонажи

### Основные
- Дотти «Доктор» Плюшева (англ. Doc McStuffins) — главная героиня мультсериала, шестилетняя девочка. Мечтает стать врачом и лечит игрушки. В каждой серии вписывает в «Большую Книгу Бо-Бо» (книгу болезней) новые болезни игрушек. Она единственная из людей в мультсериале, которая умеет разговаривать с игрушками благодаря своему волшебному стетоскопу. В третьем сезоне Дотти побывает в Плюшевограде. Там она станет работать главным врачом. Она может попасть в Плюшевоград только с помощью игрушечного телепорта, который отдала бабушка Дотти. Бабушка Дотти на вид как обычная бабушка, но это не так. У нее тоже есть волшебный стетоскоп, который позволяет оживлять игрушки.
- Лэмми (англ. Lambie) — плюшевая овечка, одна из лучших друзей Дотти. Влюблена в Стаффи. Она очень любит танцевать и обниматься.
- Стаффи (англ. Stuffy) — синий плюшевый дракон. Стаффи пытается быть самым храбрым из всех драконов, но он часто терпит неудачи.
- Пискун (англ. Squeakers) — резиновая рыбка фугу. Не умеет говорить, а только пищит, и поэтому никто его не понимает, кроме бегемотихи Хэлли.
- Чилли (англ. Chilly) — плюшевый снеговик. Немножко нервный, так как он постоянно забывает, что он игрушечный, и боится растаять. И другие всё время об этом напоминают ему.
- Хэлли (англ. Hallie) — плюшевая бегемотиха, медсестра и помощница Дотти.
- Донни Плюшев (англ. Donny McStuffins) — четырёхлетний брат Дотти, большую часть своего времени проводящий за играми со своими игрушками.
- Мама (англ. Mom) — мать Дотти и Донни. Работает доктором в госпитале. Иногда даёт полезные советы по лечению для Дотти.
- Папа (англ. Dad) — отец Дотти и Донни. Работает поваром.

### Появляющиеся в отдельных эпизодах
- Эми - хорошая подруга Дотти. Живёт по соседству с Плюшевыми.

- Альма - младшая сестра Эми

- Крутой парень — игрушечный супергерой.
- Злой король —  Не имеет рук, и без них ему сложно.
- Рыцарь — сэр Кирби, рыцарь. Защищает Доктора Плюшеву и её игрушки от злого короля.
- Бопи — надувной пёс. Озорной и любит поиграть.
- Тедди - плюшевый медвежонок
- Муму — корова подруги Дотти, Эми.
- Огурчик - плюшевый кролик Эми и Альмы. Хорошая подруга Лэмми
- Хейзел - слонёнок. Водная игрушка Эми

## Озвучивание
- Дотти «Доктор» Плюшева — Киара Мухаммад
- Лэмми — Лара Джилл Миллер
- Стаффи — Робби Рист
- Чилли — Джесс Гарнелл
- Хэлли — Лоретта Дивайн
- Пискун — Йен Энтони Дейл
- Донни — Джэден Беттс
- Мама — Кимберли Брукс
- Папа — Гэри Антони Уильямс

## Серии

### Список серий. 1-й сезон (26 серий).
| Эпизоды 1. Пожарная машина к службе готова / Так держать! (Engine Nine, Feelin' Fine / The Right Stuff) 2. Джек из шкатулки / Уставший гонщик (Out of The Box / Run Down Race Car) 3. Время рыцарей / Тяжёлый случай Уколошипоза (Knight Time / A Bad Case of the Pricklethorns) 4. Ненасытные крокодилы / Фальшивая нота (Gulpy, Gulpy Gators! / One Note Wonder) 5. Капризное чаепитие / Старт ракеты! (Tea Party Tantrum! / Blast Off!) 6. Приключения в игротеке / Звёздная, звёздная ночь (Arcade Escapade / Starry, Starry Night) 7. Ронда — спасатель к взлёту готова / Водные забавы (Rescue Ronda; Ready for Takeoff / All Washed Up) 8. Поймать за руку / Пищать или не пищать (Caught Blue-Handed / To Squeak or Not to Sqeak) 9. Серьёзный приступ икоты / В замешательстве (A Good Case of the Hiccups / Stuck Up) 10. Во всём виноват дождь / Сплющенный Бумер (Blame It on the Rain / Busted Boomer) 11. Бен — Анновый сплит / Просто клешнелепно (Ben-Anna Split / That’s Just Claw-ful) 12. Рана, о которой услышал весь мир / Время раций (The Rip Heard Round the World / Walkie Talkie Time 13. Дай отдохнуть винтам, Ронда! / Езда без конца (Rest Your Rotors, Ronda! / Keep on Truckin) 14. Балерина / Мартышка и пузырьки (Break Dancer / Bubble Monkey) 15. На природе / Кит-малютка (Out in the Wild / A Whale of Time) 16. Рыцарь и темнота / Хелли теряет слух (The Dark Knight / Hallie Gets an Earful) 17. День рождения Хелли / И у акул болят зубы (Hallie Happy Birthday / Shark Style Tooth Ache) 18. Забавные опоссумы / Грустный крольчонок (Awesome Possum / The Bunny Blues) |
| --- |